# Instalaza C90
El C90 es un lanzacohetes que dispara una granada propulsada por cohete de 90 mm fabricado por la empresa Instalaza en Zaragoza, España.

## Características
El arma es de un solo uso, disparable desde el hombro y transportable por un solo infante. El contenedor-lanzador está fabricado en resina reforzada, aloja permanentemente al proyectil y a todos los elementos del sistema que están unidos a él. El mecanismo de disparo es totalmente autónomo y carece de componentes eléctricos, en la parte posterior del proyectil se encuentra el motor cohete con su encendedor y el estabilizador. La combustión del propulsante termina antes de que el proyectil salga del lanzador. La ausencia de retroceso permite el disparo en cualquier posición y con una puntería estable en el momento del disparo.
El intensificador de luz VN-38c ha sido diseñado para dotar a la familia de los C90 de capacidad operativa por la noche o en condiciones de poca luz; Es un sistema pasivo de bajo consumo de energía que se acopla mediante una zapata al visor óptico del C90 y que no requiere ningún ajuste, ya que la puntería se realiza con la óptica del propio C90. Este sistema se puede usar para vigilancia nocturna mediante la extracción del colimador e introduciendo donde estaba este un ocular (3,3X) que permanece en un hueco de la parte de abajo del VN-38C; en ese mismo hueco se pone el colimador que hace la función de empuñadura. En los C90 anteriores que no disponen de zapata para el visor, Instalaza les proporciona una plantilla especial para colocarles la zapata. Opcionalmente el contenedor-lanzador se puede suministrar con empuñadura (abatible) y una hombrera, que mejoran el apunte y disparo del C90.

## Sistema de apuntado

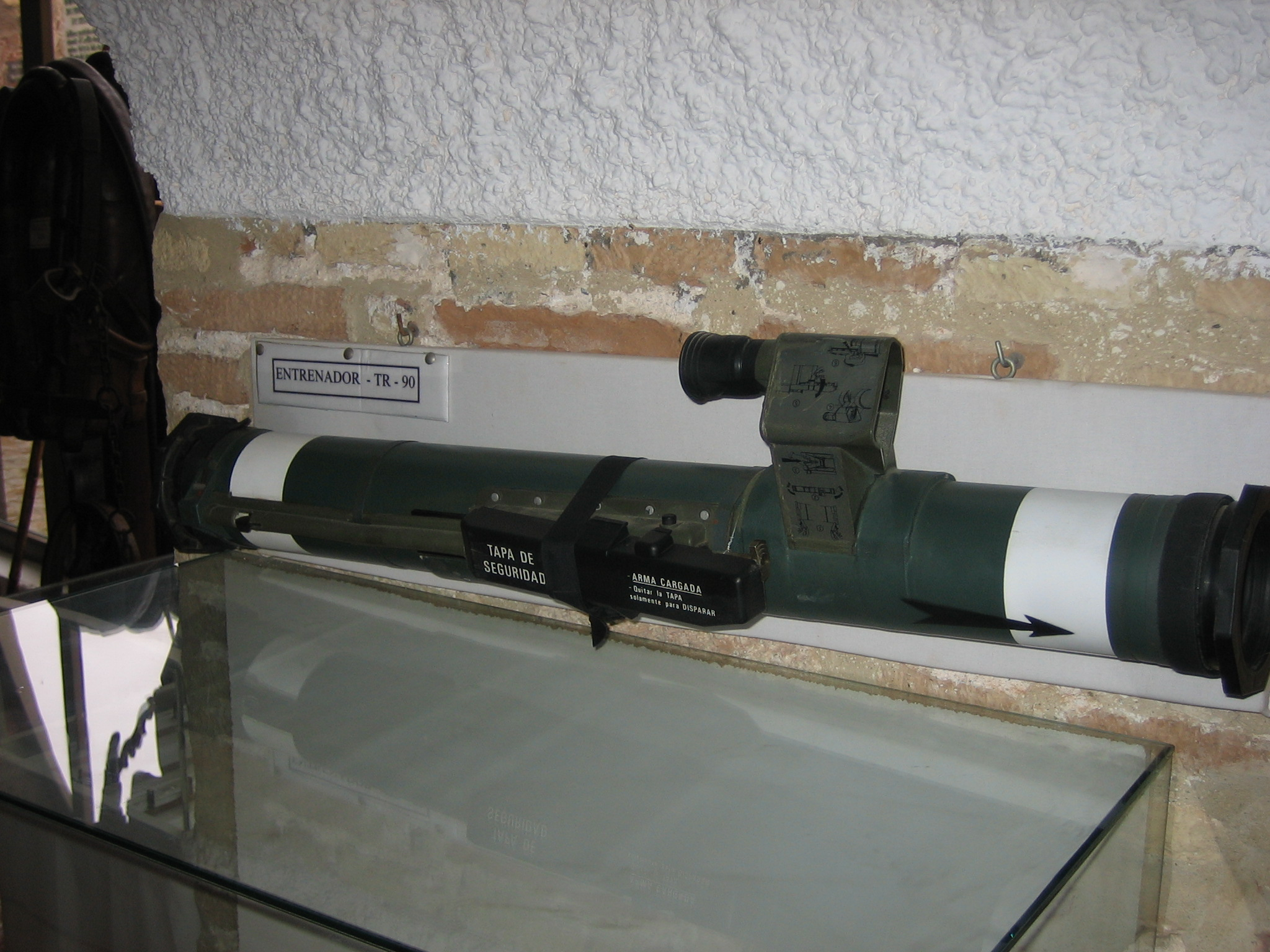
Entrenador TR-90.

El sistema de armas de infantería de calibre 90 mm está compuesto por una variedad de municiones (anticarro, de doble propósito y antibúnker) integradas en un tubo de lanzamiento desechable, que puede dispararse desde espacios muy reducidos.
El sistema incluye una nueva mira óptica plegable de 2X y un mecanismo de disparo, ambos son partes integrales del tubo de lanzamiento desechable. Hay disponibles dos dispositivos de visión nocturna, el VN38-C (un intensificador de imagen) y el VN-IR (una cámara térmica) que pueden ser usados de manera independiente del arma, y que pueden ser instalados y desmontados en el campo de batalla en cuestión de unos pocos segundos. El VN38-C incluye una óptica intercambiable de tres aumentos que puede servir también para tareas de vigilancia.
Los sistemas de entrenamiento disponibles son los siguientes: El entrenador TR90-BT, y el entrenador y simulador SAARA (M2).
- El módulo de visión nocturna consiste en una mira óptica equipada con un intensificador de imagen que permite la identificación de un blanco enemigo de noche, hasta una distancia de 1200 metros.

- El módulo de telemetría consiste en un telémetro láser que tiene hasta dos kilómetros de alcance, y que determina la distancia a la que se encuentra el objetivo.

- El aparato puede detectar e identificar el tipo de munición y la temperatura de la misma y recibe información del telémetro láser.

- El módulo de alimentación tiene una batería recargable de 12 voltios.

- El módulo de seguridad y disparo, contiene los elementos necesarios para que el tirador pueda realizar el disparo con seguridad.

## Versiones

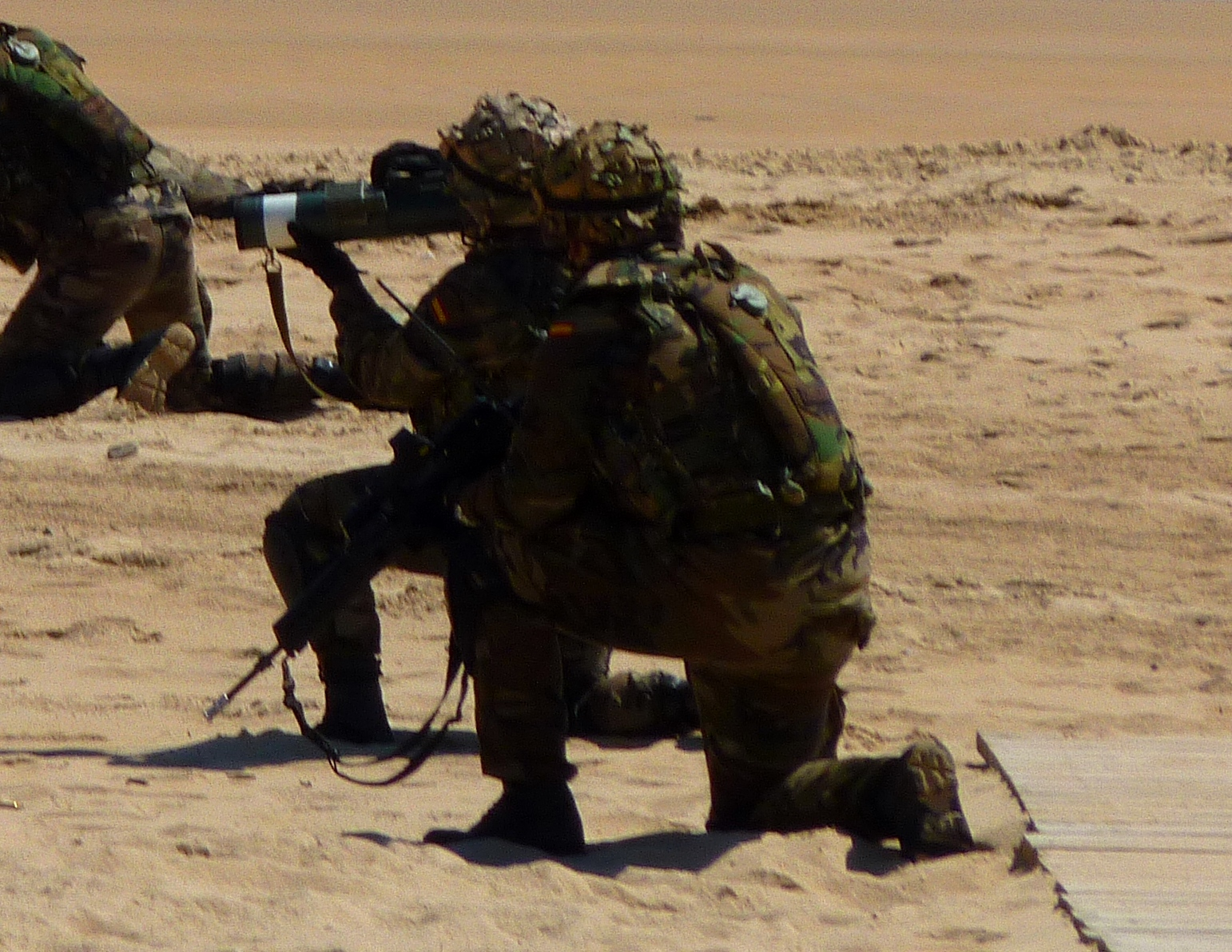
Infantes de Marina españoles con un C90

Hay diversas versiones, diseñadas específicamente para batir distintos objetivos:
- Empleo general: C90-C.
- Antibúnker: C90-BK.
- Antitanque: C90-CR.
- Antiblindaje/fragmentación (cabeza de guerra en tándem): C90-CR-BK.
- Fumígeno/incendiario.
- Antipersonal: C90-AM.
- Entrenamiento: TR-90 (M3)

Cada versión de la familia C90 tiene su propia cabeza de combate, diseñada y fabricada especialmente para su aplicación concreta. El C90-CR (M3) y el C90-CR-RB (M3) están dotados de cabeza de carga hueca de diferentes prestaciones. La del C90-CR-RB es la de mayor penetración de blindaje. El C90-CR-AM (M3) lleva también una cabeza de carga hueca, pero con un cuerpo especial que le proporciona un potente efecto antipersonal. El C90-CR-FIM (M3) contiene más de 1,3kg de una composición de fósforo rojo, que produce efectos incendiarios y fumígenos. El C90-CR-BK (M3) lleva una cabeza de combate en tándem antibúnker. La cabeza precursora perfora el muro, y a través del orificio pasa la cabeza de fragmentación, que hace explosión en el interior.
El TR-90 (M3) es un dispositivo de entrenamiento exteriormente igual a un C90 siendo su visor óptico similar. Utiliza una flecha de aleación ligera (reutilizable) que se propulsa mediante un cartucho del 12 acortado y que simula la trayectoria de la granada, consiguiendo una instrucción muy realista. Por último, la cabeza C90-CR-IN (M3) es inerte, con el mismo peso, forma exterior y comportamiento aerodinámico que la cabeza real de un sistema antitanque.

## Usuarios
España
- Ejército de Tierra de España.
- Armada de España.
  - Infantería de Marina de España. (TEAR).[4]
- Ejército del Aire y del Espacio de España.
  - Escuadrón de Zapadores Paracaidistas (EZEPAC).
  - Escuadrón de Apoyo al Despliegue Aéreo (EADA).
  - Segundo Escuadrón de Apoyo al Despliegue Aéreo (SEADA).
  - Policía del Aire de España. (PA).
- Guardia Civil.
  - Grupo de Acción Rápida de la Guardia Civil. (GAR).

 Colombia
- Ejército Nacional de Colombia

 Chile
- Comandos de Aviación de Chile

 Ecuador
- Ejército Ecuatoriano.

 El Salvador
- Ejército de El Salvador.

 Estonia
- Ejército de Estonia.[5]

 Italia
- Ejército Italiano. De uso en las fuerzas especiales. Versiones C90-CR antiblindaje, C90-AM antipersonal y C90-BK antibúnker.[6]

 Malasia
- Ejército de Malasia.

 Arabia Saudita
- Ejército de Arabia Saudí.

 Yemen
- Ejército de Yemen (capturados a Arabia Saudí durante la guerra civil yemení).

 Ucrania
- Fuerzas Armadas de Ucrania.[7][8]

 Georgia
- Fuerzas Armadas de Georgia. Adquiridos en 2023.

## Historia operacional

### Guerra Ruso-ucraniana
Tras la invasión rusa de Ucrania de 2022 el gobierno español, al igual que otros gobiernos occidentales, envió a Ucrania cargamentos de armas, equipos, municiones y vehículos, entre ellos numerosos lanzagranadas C90.Existen imágenes de al menos un vehículo blindado ruso siendo destruido por un C-90.

### Desarrollos relacionados
- Instalaza Alcotán-100
- Instalaza\MBDA ALCOTAN-NG[13]

### Listas relacionadas
- Anexo: Materiales del Ejército de Tierra de España
- Anexo: Materiales de la Infantería de Marina española